# 勝山城 (甲斐国八代郡)
勝山城（かつやまじょう）は、山梨県甲府市上曾根にあった日本の城。

## 解説
旧中道町域北西の上曽根地区に位置。笛吹川左岸の「勝山」と呼ばれる小丘上に立地する。現在、周辺は果樹園となっている。勝山城の存在は文献に記されているが、その位置は長らく特定されず、1983年（昭和53年）の農道整備に際して遺構が発掘され、主郭部や土塁、空堀の跡が確認された。
勝山城は甲斐・駿河間を結ぶ中道往還沿いに位置する。

## 油川氏の時代
江戸時代後期に成立した『甲斐国志』によれば、戦国時代には山梨郡油川（山梨県甲府市・笛吹市石和町）に拠った武田氏支流の油川氏が拠点とした。城主であった油川信恵（彦八郎）は甲斐国守護・武田信昌の子で、戦国期には信昌の子である武田信縄の信恵の間で抗争が発生した。信縄の没後も信縄の子・信虎（初名は「信直」）と信恵の間で抗争が持続し、『勝山記』、『一蓮寺過去帳』によれば、永正5年（1508年）には坊ヶ峰（笛吹市境川町坊ヶ峰）において信恵方は大敗し、油川信恵も戦死する。(勝山合戦)
『高白斎記』によれば、永正12年（1515年）に甲府盆地西部の国人・大井信達に駿河国の今川氏親が加担し、『宇津日記』によれば翌永正13年には今川勢が中道往還から甲斐へ出兵し、今川勢は勝山城や郡内の吉田山城（山梨県富士吉田市）を拠点として大井氏を支援した。『甲斐国志』によれば、永正14年3月に武田・今川間で和睦が結ばれ、今川勢は撤兵したという。『高白斎記』によれば、大永元年（1521年）には今川方の福島正成が駿州往還（河内路）を甲斐へ侵攻した福島乱入事件が起こる。甲府へ侵攻した福島勢は10月16日に甲府市飯田町一帯で起こった飯田河原の戦いで敗退すると勝山城に撤退し、11月23日には再び甲府へ侵攻すると甲斐市島上条一帯で起こった上条河原の戦いで敗退し、甲斐を退いた。今川氏親死後も跡を継いだ今川氏輝の軍勢が侵入し、これらと武田氏が戦っている。

## 天正壬午の乱
武田氏の滅亡後、天正10年（1582年）6月の本能寺の変により武田遺領を巡る徳川氏と後北条氏が武田遺領を争う天正壬午の乱が発生する。同年8月6日には相模国の北条氏直が甲斐へ進行し、若神子に本陣をおいた。北条勢が七里岩の台上・現在の北杜市域の城砦に布陣したのに対し、徳川勢も甲府盆地の要所の城砦に布陣してこれに対抗した。『甲斐国志』によれば、中道往還の要衝である勝山城や近接する甲府市右左口町の右左口砦・金刀羅山砦には徳川家臣の服部正成（半蔵）と伊賀衆が配置され、城の修築を命じられた。
『家忠日記』によれば、天正10年（1582年）11月に、徳川氏による再普請が行われた。

## 天正壬午の乱の後
天正18年（1590年）に後北条氏の支配していた地域への徳川家康の国替えに伴い、甲斐国には、対徳川家康前線として羽柴・加藤・浅野など豊臣系大名が配置された。
勝山城の動向は不明。

## 江戸時代
甲府藩が成立し、甲斐国は徳川一族や譜代大名が統治する事となった。